# LADA Granta
LADA Granta (Лада Гранта) — семейство переименованных моделей российских переднеприводных автомобилей малого класса Волжского автомобильного завода, ранее носивших название «Лада Калина», выпускаемых с 2011 г. Первоначально семейство состояло из упрощённого, удешевлённого, отделённого от семейства «Калина» кузова типа седан и созданного на его основе кузова лифтбек, а с 2018 года — также включает в себя все остальные типы кузовов семейства «Калина». Выпуск начался 16 мая 2011 года, продажи — в конце декабря 2011 года.

## История создания

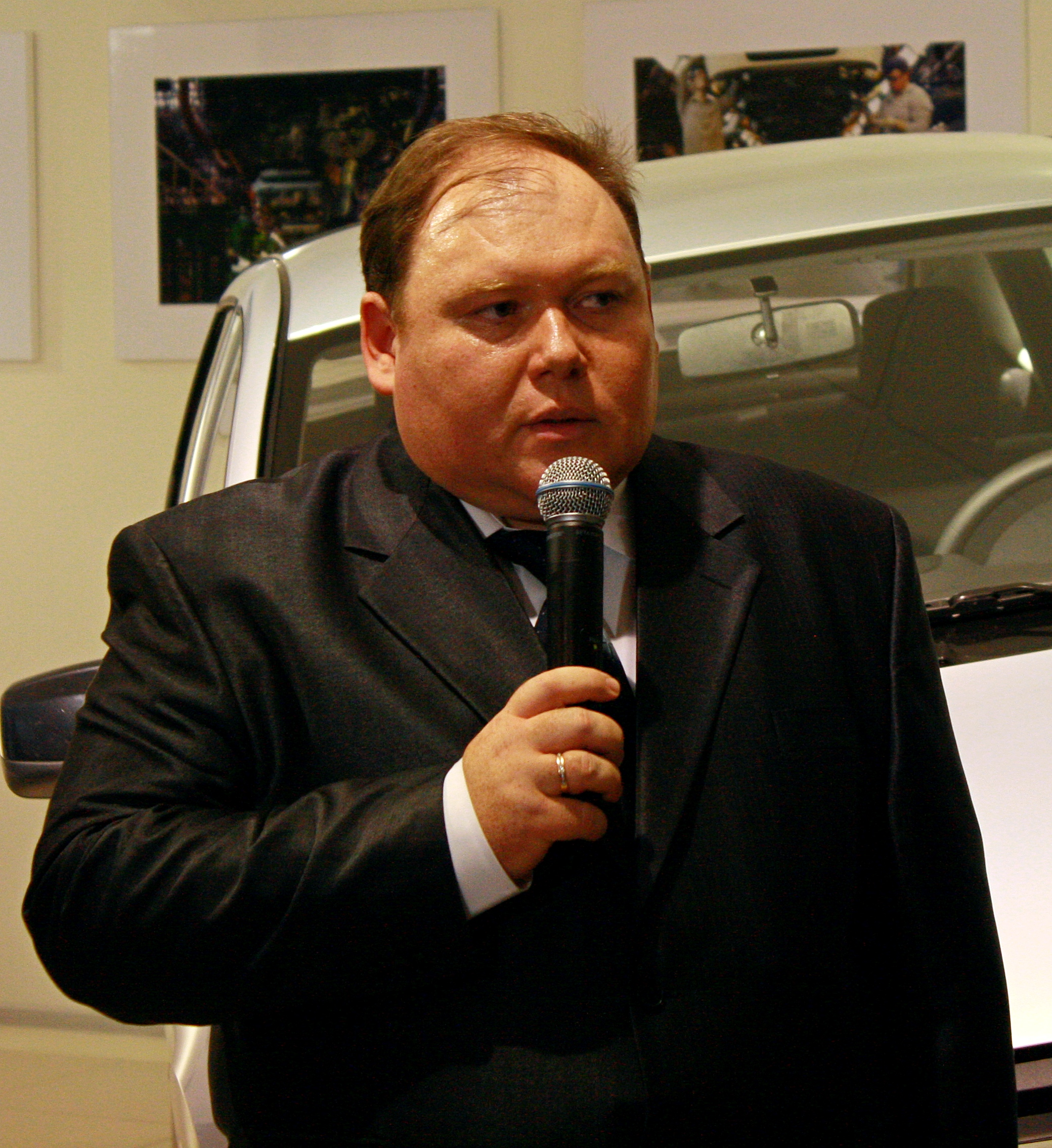
Олег Груненков — директор проекта LADA Kalina и LADA Granta в музее АвтоВАЗа отвечает на вопросы журналистов

Изначально проект (внутризаводское обозначение автомобиля — ВАЗ-2190) имел рабочее название «Low cost» (низкая стоимость). Название для автомобиля было выбрано из нескольких тысяч вариантов, присланных в рамках объявленного АвтоВАЗом конкурса «Народному автомобилю — народное название». Победителем конкурса стал житель Красноярска Павел Захаров. В качестве награды автору названия LADA Granta в ходе Московского автосалона 2010 года была торжественно вручена LADA Kalina.
В ходе ММАС-2010 президент ОАО «АвтоВАЗ» Комаров И. в интервью изданию «Газета.ru» заявил, что предполагаемая стоимость седана LADA Granta составит 220 000 рублей на момент начала производства. Повышение цен относительно «классических» моделей (Lada 2105 и Lada 2107) Комаров обосновал тем, что Granta является более комфортным, современным и безопасным автомобилем. Тогда же была озвучена информация о том, что LADA Granta на российском рынке появится к концу 2011 года. Позднее было объявлено, что цена Granta в базовой комплектации составит 229 000 рублей. Повышение цены, главным образом, связано со стоимостью подушки безопасности водителя, которая, вопреки первоначальным планам, будет устанавливаться на все автомобили, включая базовую комплектацию. Так же на начальную цену повлияло наличие крепления детских сидений ISOFIX и соответствие токсичности выхлопа требованиям стандарта Eвро-4.
В марте 2011 г. АвтоВАЗ подписал соглашение со словенской компанией «TPV Group» на производство и поставку компанией автомобильных сидений на модели «LADA Granta».
Премьера автомобиля состоялась 11 мая 2011 года в рамках Съезда Союза машиностроителей России в Тольятти.
16 мая 2011 началось серийное производство автомобиля.
В 2015 году произошли небольшие изменения машины: заменён передний бампер, начали ставиться новые зеркала с повторителями, а шильдики переехали вверх.

## Первое поколение

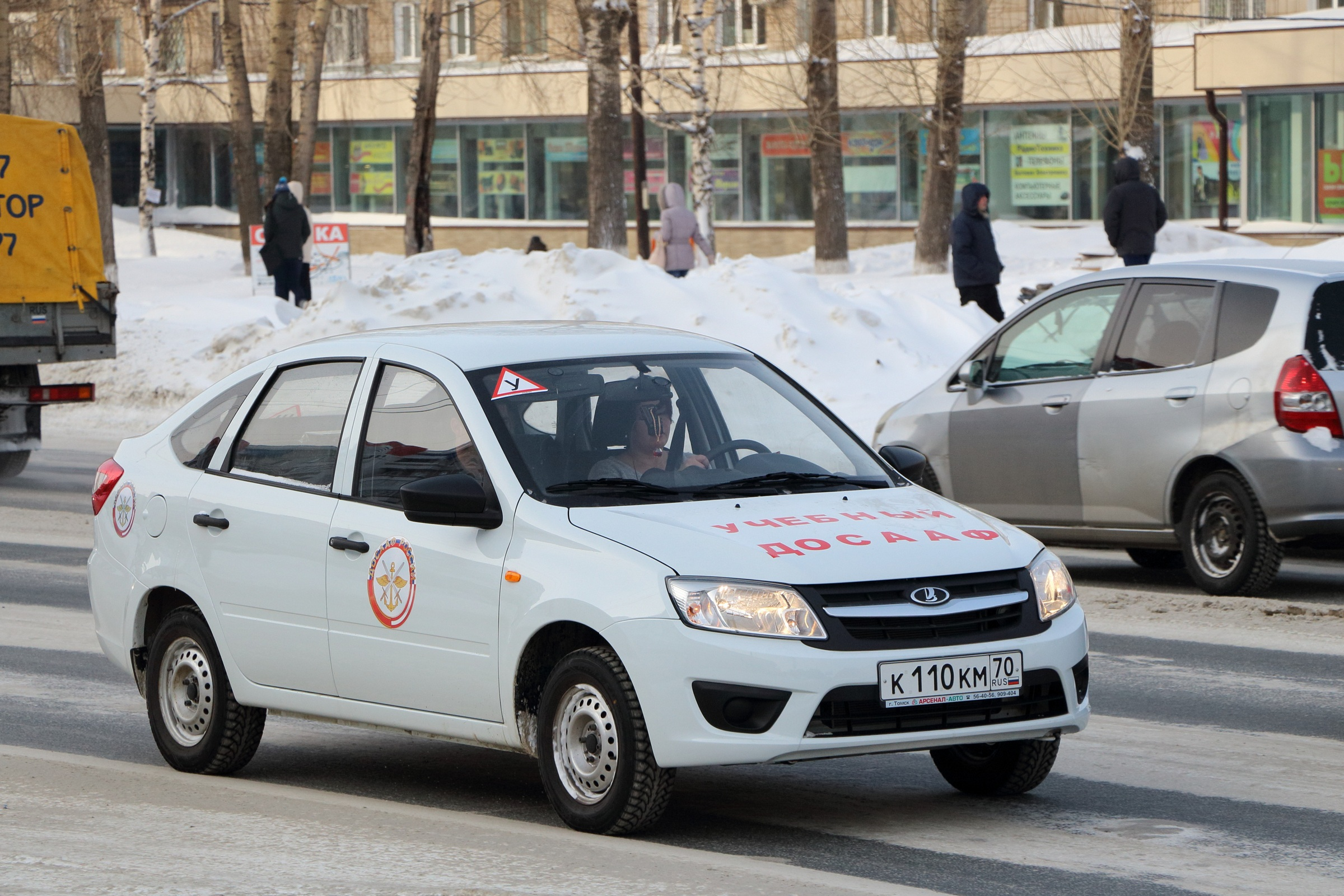
LADA Granta в кузове лифтбек

16 мая 2011 г. на конвейере АвтоВАЗа началась сборка автомобилей LADA Granta в тестовом режиме. Начало серийного производства новинки было начато в октябре 2011 года. За это время на Волжском автозаводе была отработана технология выпуска новой модели. Начало продаж намечено на 1 декабря 2011 года. За два месяца приёма заявок, который был открыт 8 сентября 2011 года, более 20 тысяч россиян изъявили желание приобрести этот автомобиль. Со старта продаж и по настоящее время Lada Granta доступна в кузове «седан», хетчбэк и спорт. Выпуск топовой комплектации седана LADA Granta начался летом 2012 года. Она оснащается 98-сильным мотором. Согласно сайту Авто. Вести.Ru, очереди на LADA Granta в течение первого месяца с начала продаж растянулись до февраля-марта 2012 года. Премьер-министр России Владимир Путин во время посещения Тольятти с рабочим визитом 11 мая 2011 года участвовал в испытаниях автомобиля. На автомобиле, специально приготовленном для теста, «сразу поехать не удалось» (машина завелась лишь с пятого раза), на что Путин ответил, что просто не был осведомлён о наличии «электронной педали газа». Председатель Правительства назвал LADA Granta будущим «народным автомобилем».
LADA Granta — первый автомобиль АвтоВАЗа, на который автоматическая коробка передач устанавливается серийно на конвейере. Это четырёхдиапазонный автомат японской фирмы Jatco, разработанный на базе модели JF414E, производящейся в Японии с конца 80-х годов. Лада Гранта получила современную модификацию этого автомата, которая также устанавливается и на ряд автомобилей Nissan, например, на модель Note.
На московском автосалоне АвтоВАЗ пообещали показать автомобиль LADA Granta, который оснащён автоматической коробкой передач. Серийное производство автомобилей с данным типом трансмиссии было запущено в середине 2012 года. Новая модификация оснащается четырёхступенчатой автоматической коробкой японской компании Jatco. Продажи машины начались с лета 2012 года. Автомобиль предлагается покупателям в новой комплектации.
В конце мая 2013 года «АвтоВАЗ» отозвал несколько десятков тысяч проданных автомобилей LADA Granta в связи с обнаруженными проблемами в системе управления подушками безопасности.
В ноябре 2015 года начался выпуск седанов LADA Granta в Чечне на предприятии «Чеченавто».

### Ценовая динамика
LADA Granta поступила в продажу 22 декабря 2011 года по цене 229 000 рублей в комплектации «стандарт» и 256 000 рублей в комплектации «норма». Самая дешёвая комплектация LADA Granta — «стандарт» — впоследствии несколько раз дорожала. С 1 апреля 2012 года LADA Granta подорожала на 10 000 рублей, седан в комплектации (до 239 000 рублей). А со 2 июля 2012 года произошло ещё одно повышение цены: теперь самая дешёвая комплектация стоит 259 000 руб. АвтоВАЗ объяснил это «несоответствием реальной рыночной и заявленной стоимости», а также ажиотажем и массовым завышением стоимости со стороны дилеров. С 2013 года самая дешёвая комплектация стоила 279 000 руб. На конец 2014 года минимальная цена (модификация 1.6 МТ стандарт) составляла 293 600 руб. К концу 2017 года минимальная цена на комплектацию «Стандарт» составляет 389 900 руб., в 2018 — 400 000 руб., в 2019 — 435 000 руб., в 2020 — 456 000 руб., в 2021 — 489 000 руб., в январе 2022 — 588 000 руб.(согласно другому источнику, 598 900 руб.), 01.03.2022 — 684 900 руб., 16.03.2022 — 727 900 руб.
Эта цена сохранялась до мая 2022 г., когда выпуск LADA Granta в комплектации Standart был прекращён. Данная комплектация была исключена из официального прайс-листа АвтоВАЗа, и самой дешёвой моделью становится LADA Granta седан в комплектации Classic по цене 761 500 руб. 16 июня 2022 г. АвтоВАЗ объявляет о старте продаж модели LADA Granta Classic’22 по цене от 678 300 руб. или от 658 300 рублей по трейд-ин или по программе LADA FINANCE, что «на 103 200 рублей выгоднее стоимости Granta Classic предыдыщего модельного года». По состоянию на июль 2022 г. от комплектации Classic комплектацию Classic’22 отличает отсутствие подушки безопасности водителя, иммобилайзера, системы ЭРА-ГЛОНАСС, антиблокировочной системы с электронным распределением тормозных сил (ABS, EBD), системы вспомогательного торможения (BAS), подсказчика переключения передач, а также отсутствие возможности приобретения набора аксессуаров и таких дополнительных опций, как система электронного контроля устойчивости (ESC), противопробуксовочная система (TCS) и кондиционер.

### LADA Granta Liftback
В марте 2013 года был официально представлен вариант с кузовом лифтбек. Кроме формы кузова, он отличается от седана задним бампером, формой задних боковых дверей, расположением заднего номерного знака. 14 мая 2014 года на предприятии «Иж-Авто» начался серийный выпуск этой модификации «Гранты» (внутризаводское обозначение автомобиля — ВАЗ-2191). Новинка, которая ранее называлась представителями «АвтоВАЗа» хетчбэком, теперь будет продаваться как LADA Granta Liftback. Объём производства в 2014 году составил 47 тысяч автомобилей. Продажи новинки стартовали в июне.

### LADA Granta Sport
LADA Granta Sport была представлена в 2011 году одновременно со стартом гоночного Кубка LADA Granta. Из особенностей версии: 16-дюймовые литые диски, низкопрофильные шины «Yokohama», передние и задние тормозные диски увеличенного диаметра, уменьшенный на 20 мм дорожный просвет и газонаполненные амортизаторы.

### Технические характеристики
Технические характеристики различных комплектаций приведены в таблице.

Вид спереди

Передняя панель

Багажник

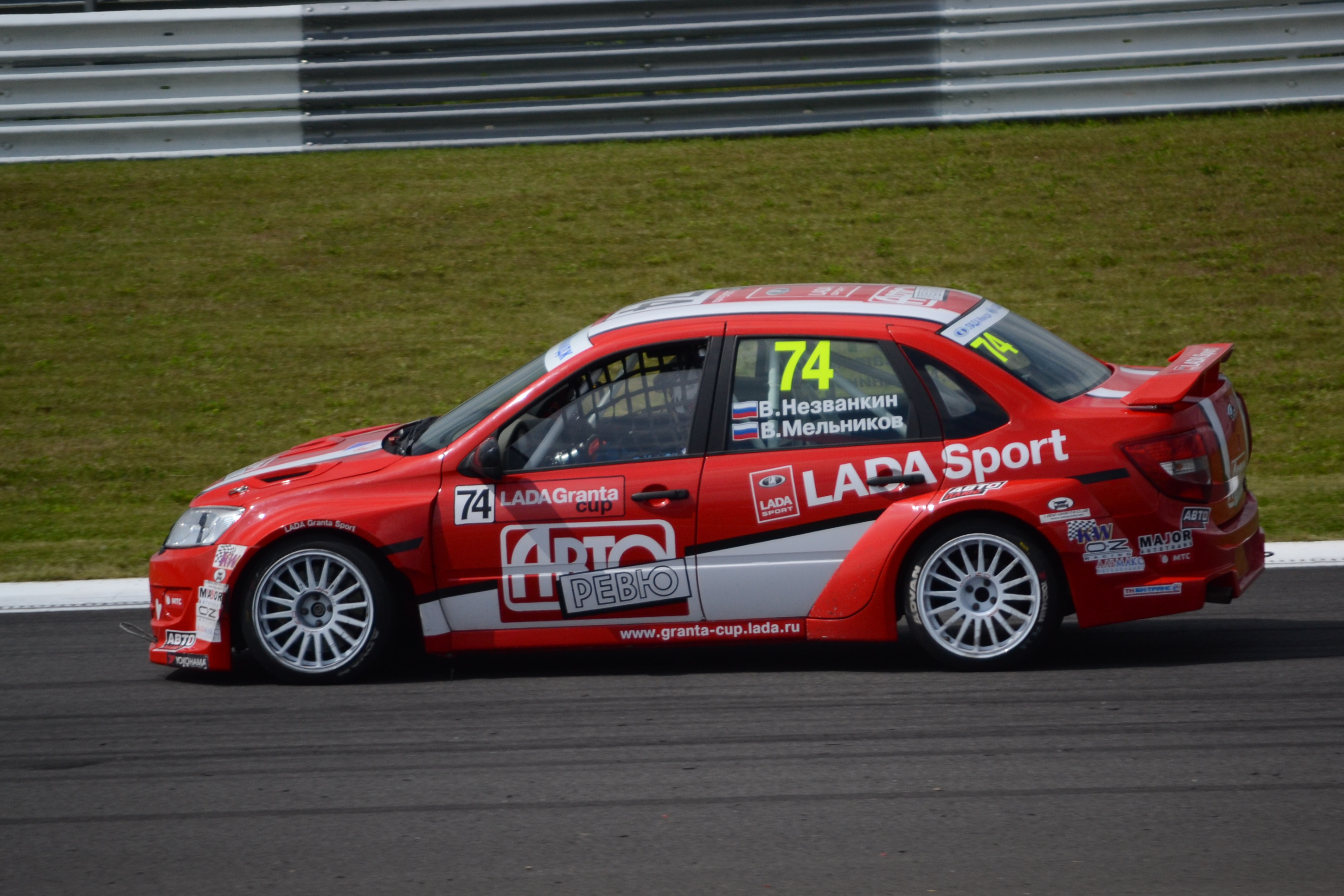
LADA Granta Cup

|                                                 | Стандарт                              | Норма                                    | Люкс                                     |
| Тип кузова                                      | четырёхдверный седан                  | четырёхдверный седан                     | четырёхдверный седан                     |
| Число мест                                      | 5                                     | 5                                        | 5                                        |
| Длина, мм                                       | 4260                                  | 4260                                     | 4260                                     |
| Ширина, мм                                      | 1700                                  | 1700                                     | 1700                                     |
| Высота, мм                                      | 1500                                  | 1500                                     | 1500                                     |
| База, мм                                        | 2476                                  | 2476                                     | 2476                                     |
| Колея (перед), мм                               | 1430                                  | 1430                                     | 1430                                     |
| Колея (зад), мм                                 | 1426                                  | 1426                                     | 1426                                     |
| Передний свес, мм                               | 804                                   | 804                                      | 804                                      |
| Задний свес, мм                                 | 980                                   | 980                                      | 980                                      |
| Объём багажника, л                              | 480                                   | 480                                      | 480                                      |
| Снаряжённая масса, кг                           | 1040                                  | 1080                                     | 1100                                     |
| Полная масса, кг                                | 1515                                  | 1555                                     | 1575                                     |
| Масса буксируемого прицепа, кг*                 | 900 / 450                             | 900 / 450                                | 900 / 450                                |
| Коэффициент аэродинамического сопротивления, Cx | 0,367                                 | 0,367                                    | 0,353                                    |
| Двигатель                                       | бензиновый, с распределённым впрыском | бензиновый, с распределённым впрыском    | бензиновый, с распределённым впрыском    |
| Обозначение двигателя                           | ВАЗ-11183                             | ВАЗ-11186 21126 с АКПП,ВАЗ-21127         | ВАЗ-21126 ВАЗ-21127                      |
| Расположение                                    | спереди, поперечно                    | спереди, поперечно                       | спереди, поперечно                       |
| Число и расположение цилиндров                  | 4, в ряд                              | 4, в ряд                                 | 4, в ряд                                 |
| Рабочий объём, см3                              | 1597                                  | 1597                                     | 1597                                     |
| Диаметр цилиндра/ход поршня, мм                 | 82,0 / 75,6                           | 82,0 / 75,6                              | 82,0 / 75,6                              |
| Степень сжатия                                  | 9,8                                   | 10,6                                     | 11,0                                     |
| Число клапанов                                  | 8                                     | 8                                        | 16                                       |
| Макс. мощность, л. с./кВт/об./мин.              | 82 / 60 / 5200                        | 87 / 64 / 5100                           | 98 / 72 / 5600                           |
| Макс. крутящий момент, Н·м/об./мин.             | 132 / 2700                            | 140 / 3800                               | 145 / 4000                               |
| Коробка передач                                 | механическая 5-ст.                    | механическая 5-ст., автоматическая 4-ст. | механическая 5-ст., автоматическая 4-ст. |
| Привод                                          | передний                              | передний                                 | передний                                 |
| Передняя подвеска                               | независимая, пружинная, McPherson     | независимая, пружинная, McPherson        | независимая, пружинная, McPherson        |
| Задняя подвеска                                 | полузависимая, пружинная              | полузависимая, пружинная                 | полузависимая, пружинная                 |
| Передние тормоза                                | дисковые, вентилируемые               | дисковые, вентилируемые                  | дисковые, вентилируемые                  |
| Задние тормоза                                  | барабанные                            | барабанные                               | барабанные                               |
| Шины                                            | 175 / 70 R13                          | 175 / 65 R14                             | 175 / 65 R14 185 / 55 R15                |
| Максимальная скорость, км/ч                     | 178                                   | 188                                      | 192 (МКПП) / 187 (АКПП)                  |
| Время разгона 0—100 км/ч, с                     | 12,4                                  | 11                                       | 10,6                                     |
| Расход топлива, л/100 км                        |                                       |                                          |                                          |
| городской цикл                                  | 9,8                                   | 8,5                                      | 8,7                                      |
| загородный цикл                                 | 6,1                                   | 5,7                                      | 5,8                                      |
| смешанный цикл                                  | 7,5                                   | 7,3                                      | 7,2                                      |
| Выбросы CO2, г/км                               |                                       |                                          |                                          |
| смешанный цикл                                  | 177                                   | 164                                      | 164                                      |
| Ёмкость топливного бака, л                      | 50                                    | 50                                       | 50                                       |
| Топливо                                         | бензин АИ-95                          | бензин АИ-95                             | бензин АИ-95                             |
| * С тормозами/без тормозов                      |                                       |                                          |                                          |

## Рестайлинг
Производство обновлённой LADA Granta началось 14 августа 2018 года. Премьера состоялась 29 августа 2018 года на Московском международном автосалоне. Платформа модели осталась прежней, а количество изменений свойственно для рестайлинга, поэтому ряд ведущих автомобильных изданий России называет проведение обновления модели именно рестайлингом, а не новым поколением. Поэтому семейство после проведённого рестайлинга получило неофициальное название LADA Granta FL (сокращение от слова Facelift). Сам завод ВАЗ именует обновлённое семейство «Новая LADA Granta». Продажи новинки начались 1 сентября 2018 года, 25 декабря стартовали продажи коммерческих автомобилей Lada Granta. 8 февраля 2019 года АвтоВАЗ представил учебный вариант Lada Granta, предназначенный специально для автошкол.
В обновлённое семейство LADA Granta, помимо автомобилей с кузовами седан и лифтбек, вошли хетчбэк и универсал, представляющие собой обновлённые LADA Kalina (бренд Kalina прекратил существование).
В июне 2017 года LADA Granta впервые с мая 2016 года стала самым продаваемым автомобилем на российском авторынке.

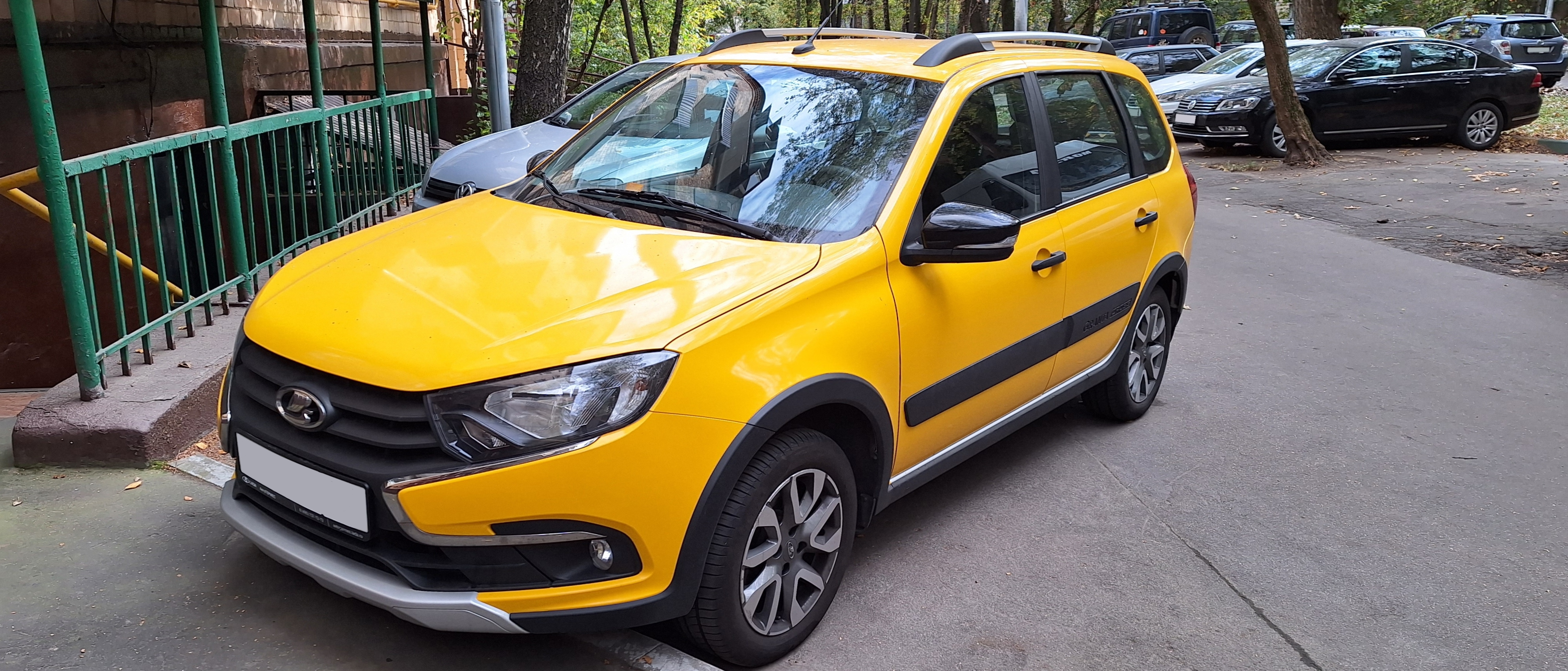
Lada Granta Cross

В 2019 году появилось несколько новых модификаций:
- Вседорожная версия Cross представляющая собой перелицованную Kalina Cross. Предлагается в трёх комплектациях: Classic, Comfort, Luxe.
- Drive Active — седан на основе комплектации Comfort, отличается от обычного седана этой комплектации улучшенной управляемостью за счёт доводки ходовой части отделением LADA Sport с использованием других пружин, передних стоек подвески и амортизаторов, дорожный просвет оказался занижен на 18 мм, присутствует ряд внутренних изменений: сиденья с усиленной боковой поддержкой и красными вставками, кожаный руль, прострочка чехла КПП и оплётки руля красной строчкой, вставки на панели приборов под карбон; а также внешних элементов стайлинга — аэродинамический обвес: спойлер на крышке багажника, «спортивные» бамперы с красными полосами, накладки на пороги, кроме того автомобиль отличается хромированным патрубком выхлопной трубы от Vesta Sport, дисками с особым рисунком и другое[49].

В 2020 году появилось также несколько новых спец-серий:
- #CLUB с улучшенной комплектацией и рядом небольших изменений в стайлинге[50].
- Cross Quest отличает от версии Cross крыша, окрашенная в цвет «Пантера» (чёрный), покрытие этого же цвета получили рейлинги, а также колёсные диски. Новая обивка сидений из специальной грязе- и водоотталкивающей ткани. На сиденьях нанесена вышивка с логотипом серии Quest, аналогичная надпись есть на кузове. В штатное оснащение Granta Cross Quest входит резиновый коврик багажника и две багажных сетки: одна фиксирует груз по горизонтали, а вторая выполнена в виде кармана на спинке заднего сиденья. Эта версия также оснащена такими опциями, как парктроник и подогрев лобового стекла[51].

Подразделение АВТОВАЗа «ВИС-АВТО» на платформе «Lada Granta» выпускает специальные коммерческие фургоны и авторефрижераторы различного назначения.
В 2023 году президент АВТОВАЗа Максим Соколов сообщил, что в 2024 году Lada Granta заменит новая Lada Iskra, однако сборка Granta продолжилась.

### Изменения
- Обновлённый дизайн передней части автомобиля в фирменном X-образном стиле марки LADA. Автомобили семейства LADA Granta FL получили новый передний бампер с хромированными X-образными вставками, решётку радиатора, фары, изменена форма передних крыльев, капота[57].
- На седане изменена форма крышки багажника, на которую переехал регистрационный номерной знак.
- Изменены задние бамперы, которые теперь окрашиваются в цвет кузова во всех комплектациях.
- Установлен электромеханический привод замка крышки багажника и кнопка для отпирания.
- Установлена обновлённая передняя панель от LADA Kalina 2 с прямоугольными центральными дефлекторами.
- Установлена обновлённая комбинация приборов с другим дисплеем бортового компьютера, радиальной оцифровкой тахометра и спидометра.
- Двигатели комплектуются «безвтыковыми» поршнями с проточками, позволяющими избежать столкновения клапанов с поршнями при обрыве ремня ГРМ.
- Изменено передаточное число главной передачи: 3,940 вместо прежних 3,710[58].
- Обновлена роботизированная коробка АМТ: уменьшено время переключения передач, добавлены ползучий и спортивный режимы.
- Изменена форма дверных ручек в салоне автомобиля. На дорестайлинговой версии они были в форме прямых линий с закруглением с одной стороны и выемкой с другой, а на рестайлинговой версии они идут в форме кругов с отсечёными нижними частями и с отверстием внутри такой же контурной формы.
- В 2020 году обновилась головная оптика. Повышена надёжность рефлектора, снижен его износ. Также убрали толкатели из зоны посадочного места лампы, оптимизировали фотометрию.[59]
- По данным издания «За рулём», новое поколение получит платформу CMF-B-LS, которая является «бюджетной модификацией» платформы Renault CMF-B[60]. Автомобиль будет унифицирован с Renault Logan третьего поколения, которое было представлено в конце 2020 года. При этом рыночное разделение Granta и Logan планируется осуществить посредством типов кузова и устанавливаемых двигателей. Так, хетчбэка у Granta не планируется, также на Granta не будет устанавливаться двигатель серии TCe, устанавливаемый на Logan. По информации издания перейти к серийному производству нового поколения Granta АвтоВАЗ должен в 2023 году[60]. При этом «Российская газета» приводит другие даты — конец 2021 года или в начало 2022-го[61]. АвтоВАЗ при этом должен окончательно перейти на французскую платформу. По сведениям издания «Колеса.ру», после этого отечественный инжиниринг останется только в Весте и моделях на её платформе, которые будут производить исключительно в Ижевске[62].

## Влияние санкций
Из-за нехватки импортных комплектующих, возникшей в результате санкций, автомобили выпуска 2022 года не имеют подушек безопасности. Отсутствуют также антиблокировочная система тормозов, электронная система устойчивости и устройства натяжения ремней безопасности.
В ноябре 2023 АвтоВАЗ заявил об абсолютном максимуме продаж своих автомобилей за последние 10 лет. При этом Granta стала самой популярной моделью. За неполный 2023 год было продано 20 928 автомобилей.

## Продажи
За 2023 г. — 206 116 шт.  За 2024 г. — 201 491 шт.

## Безопасность
На сегодняшний день были проведены следующие краш-тесты:
- В лаборатории пассивной безопасности ОАО «АвтоВАЗ». Как заверяет ОАО «АвтоВАЗ», автомобиль Granta не планируется поставлять на экспорт, кроме как в страны СНГ, поэтому для первого тестирования автомобиля использовалась устаревшая методика, соответствующая требованиям ЕЭК ООН № 94-01, которая практически уже не применяется на Западе, так как в России не действуют жёсткие требования по автомобильной безопасности. Данная методика аналогична современной методике EuroNCAP, с разницей в скорости (меньшей на 8 км/ч) столкновения с деформируемым барьером. По результатам испытаний автомобиль прошёл краш-тест по всем параметрам.

Седан Kalina был разбит в 2005 году журналом «Авторевю» на собственном полигоне по современной методике EuroNCAP, при скорости в 64 км/ч, из-за того, что ОАО «АвтоВАЗ» планировал экспортные продажи Kalina в пределах нескольких десятков тысяч машин в год на запад. Тогда Kalina с подушками безопасности набрала 5,6 из 16 возможных баллов за фронтальный удар. Тем не менее, Kalina пользовалась устойчивым спросом (от 200 до 500 машин в год), но лишь в Германии, Никарагуа, Кубе, Перу и Венесуэле.
- Журналом «Авторевю» по своей собственной методике ARCAP (редакционная версия методики EuroNCAP, при котором оценивается только безопасность при фронтальном ударе) был проведён краш-тест Granta в базовой и максимальной комплектации.

| ARCAP                                                                |           |  |  |
|                                                                      |           |  |  |
|                                                                      | 8,4 из 16 |  |  |
| Протестированная модель: Lada Granta, комплектация «Стандарт» (2012) |           |  |  |

В базовой комплектации «Стандарт» (с одной подушкой безопасности). Автомобиль набрал суммарно 8,4 балла (2 звезды), что превосходит результат Kalina (5,6 балла, 1 звезда) и является лучшим результатом среди российских автомобилей в базовой комплектации.
| ARCAP                                                            |            |  |  |
|                                                                  |            |  |  |
|                                                                  | 10,7 из 16 |  |  |
| Протестированная модель: Lada Granta, комплектация «Люкс» (2015) |            |  |  |

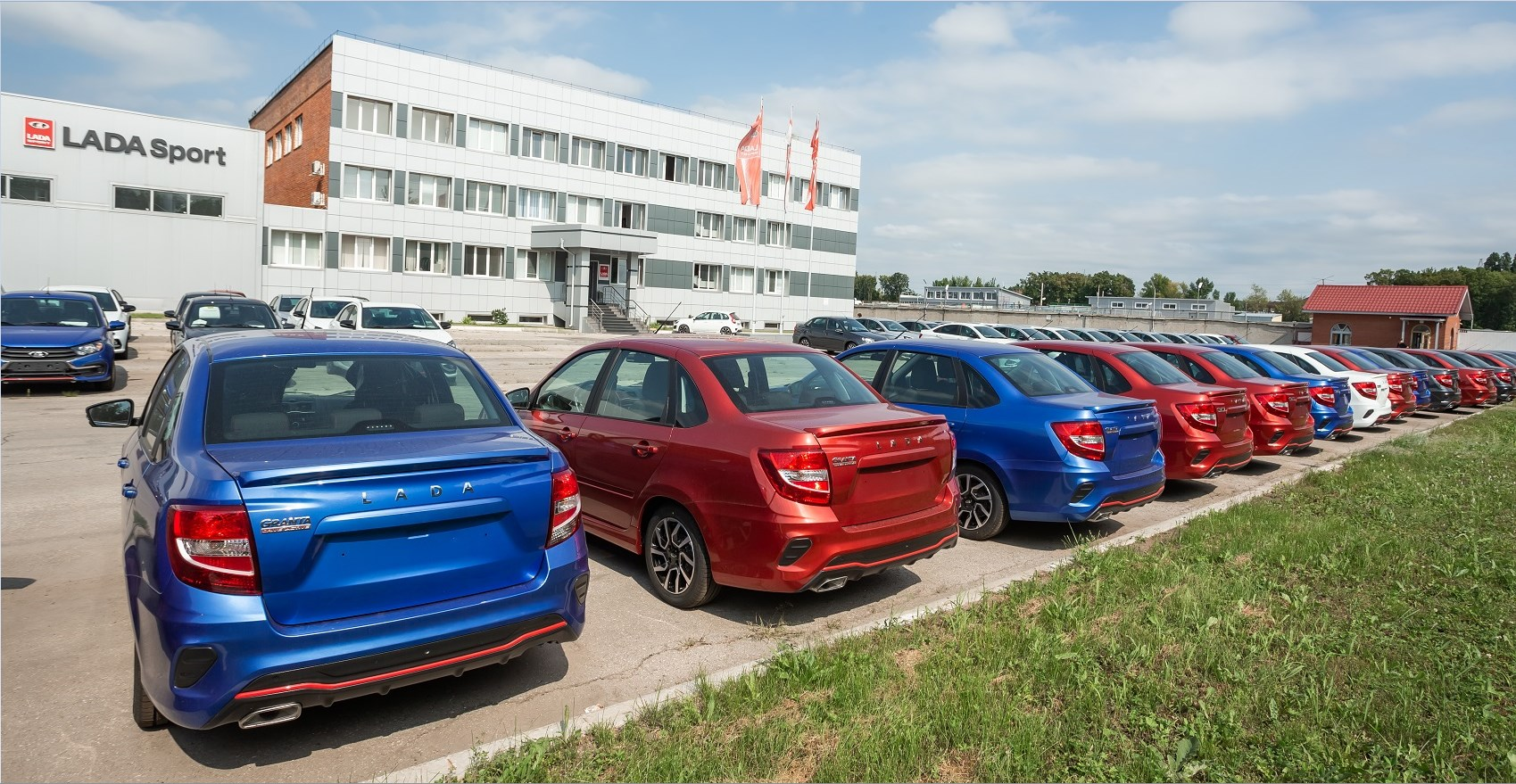
Обновлённая LADA Granta Drive Active

В максимальной комплектации «Люкс» (включает в себя две фронтальные подушки безопасности и преднатяжители ремней). Автомобиль суммарно набрал 10,7 балла (полноценные 3 звезды).

### ВИС-2349
Коммерческая модификация в кузове «фургон», имеющая кодовое обозначение ВИС-2349, в 2020 году также прошла краш-тест по методике ARCAP. Результат оказался гораздо хуже, чем у пассажирской версии: всего 3,7 балла из 16 и всего одна звезда.
| ARCAP                                    |           |  |  |
|                                          |           |  |  |
|                                          | 3,7 из 16 |  |  |
| Протестированная модель: ВИС-2349 (2020) |           |  |  |

## Модификации

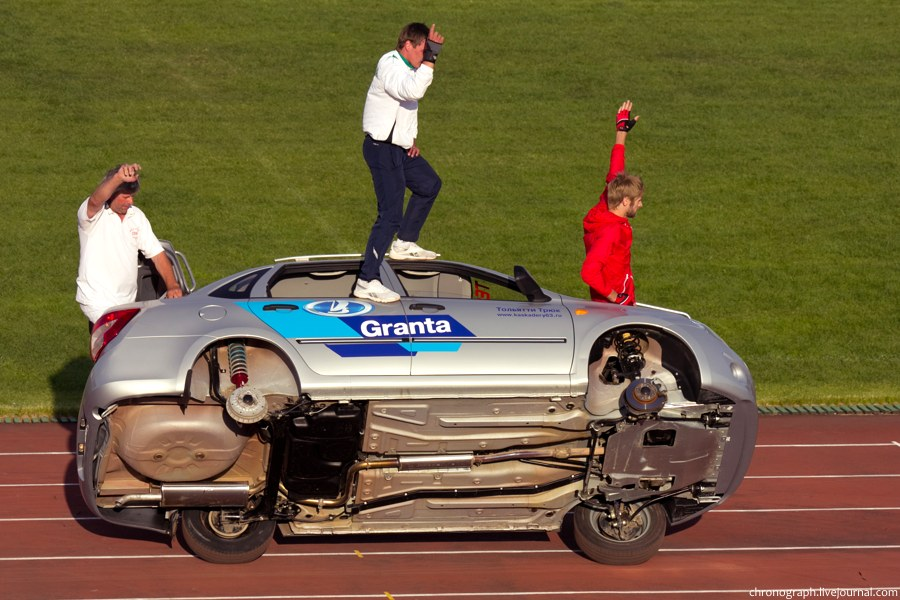
Замена колёс на «Гранте» производится на ходу двумя запасными из багажника

На автомобиль ставятся три типа двигателей в зависимости от исполнения (комплектации) машины:
- исполнение «Стандарт»: 1,6 литра 8-клапанный мощностью — 82 л. с., 132 Н·м;
- исполнение «Норма»: 1,6 литра 8-клапанный с облегчённой шатунно-поршневой группой мощностью 87 л. с., 140 Н·м;
- исполнение «Норма +» с АКПП: 1,6 литра 16-клапанный с облегчённой шатунно-поршневой группой мощностью 98 л. с., 145 Н·м.
- исполнение «Люкс»: 1,6 литра 16-клапанный с облегчённой шатунно-поршневой группой мощностью 98 л. с., 145 Н·м.
- исполнение «Люкс+»: 1,6 литра 16-клапанный с облегчённой шатунно-поршневой группой и изменённым впускным коллектором мощностью 106 л. с., 148 Н·м.
- исполнение «Спорт»: 1,6 литра 16-клапанный с облегчённой шатунно-поршневой группой и изменённой системой газораспределения мощностью 118 л. с., 154 Н·м.

Пятиступенчатая механическая коробка передач — практически такая же, как и у «Калины». Осенью 2012 года на машину начали устанавливать модернизированную коробку передач с индексом ВАЗ-2181. Она имеет новый механизм выбора передач, тросовый привод, двухконусный синхронизатор первой и второй передачи, уменьшенную заправочную ёмкость. Все это позволило уменьшить люфты и хода рычага, снизить усилие на рычаге. Новую коробку передач ставят на модификацию ВАЗ-21901 с двигателем 1,6 л (90 л. с.). Схема переключения передач такая же, как и на классических «Жигулях». КПП LADA Granta Sport отличается передаточным числом главной передачи (4,3).

## Награды
Получил всероссийскую премию «Лучший автомобиль 2023 года в „Малом классе“».

### LADA Granta #CLUB
Отличия от версии Comfort:
- надписи «#CLUB», размещённые на багажной двери;
- новая обивка сидений с вышитым названием серии с оранжевым хэштегом;
- заднее сиденье с раскладкой в пропорции 60/40;
- обогрев ветрового стекла;
- датчики парковки задние;
- наружные зеркала с боковыми указателями поворота чёрного цвета (а не в цвет кузова);
- 15''-е легкосплавные двухцветные колёсные диски специального дизайна (вместо 14''-х стальных дисков);
- запасное стальное колесо временного использования 14'' (вместо полноразмерного стального колеса 14'')

### LADA Granta «Куб»

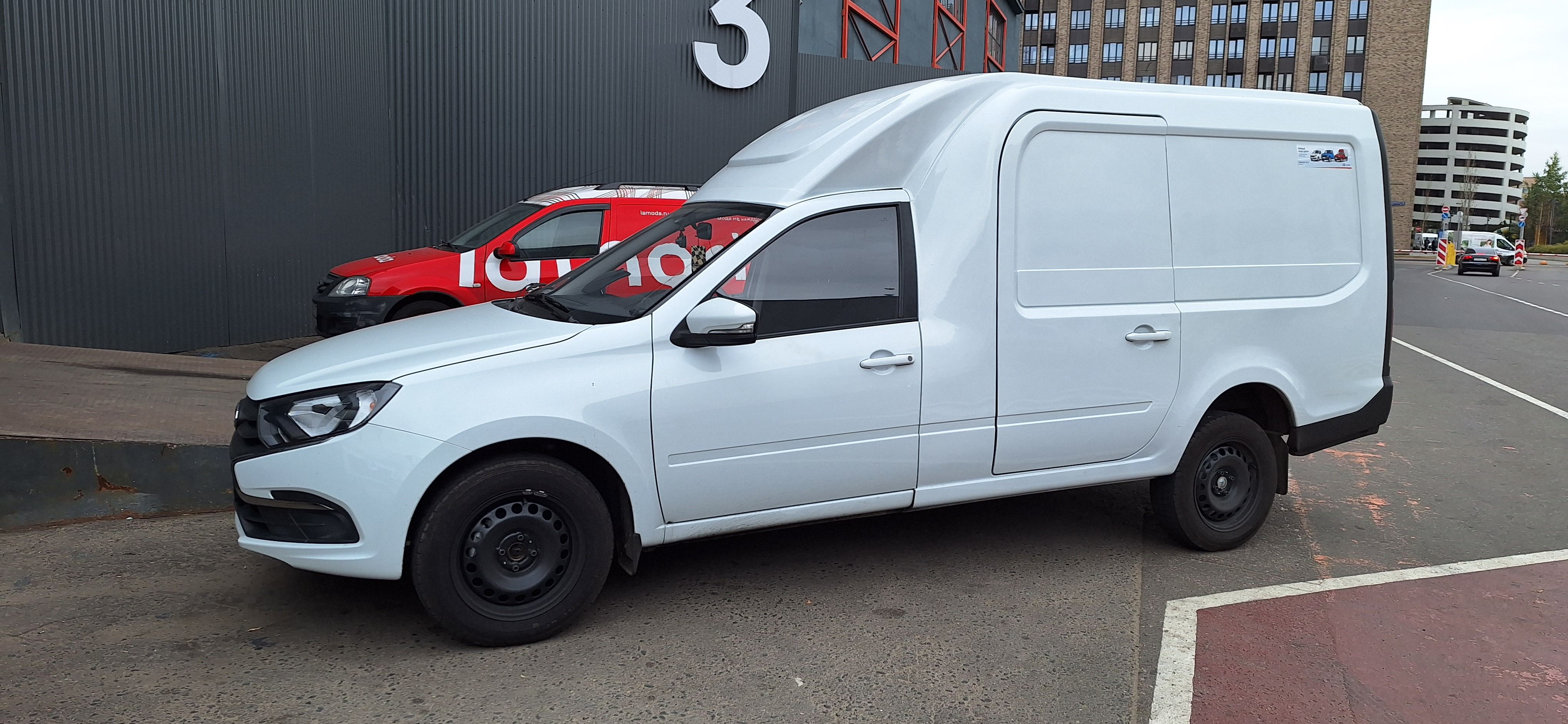
Грузовая версия фургона

Фургон на базе Lada Granta.

## Автоспорт

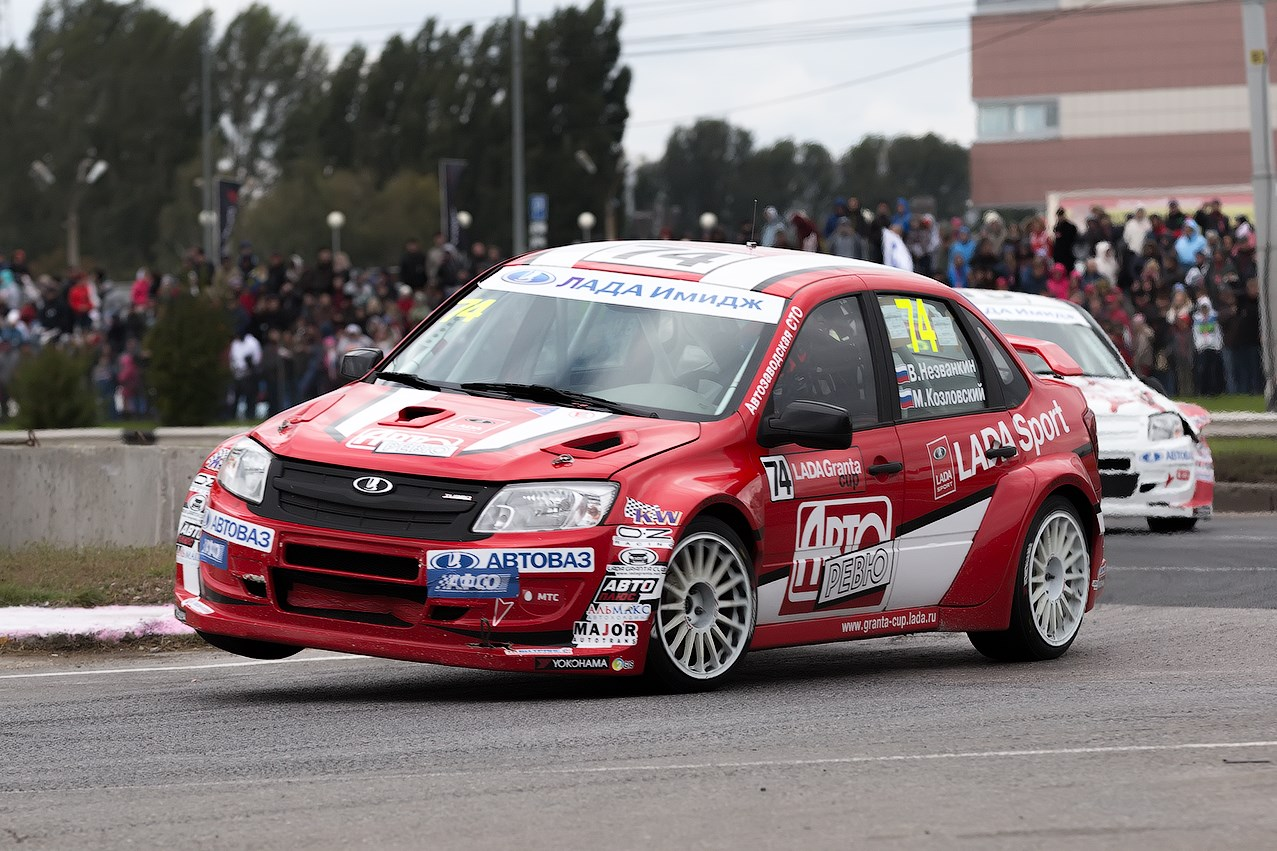
LADA Granta Cup

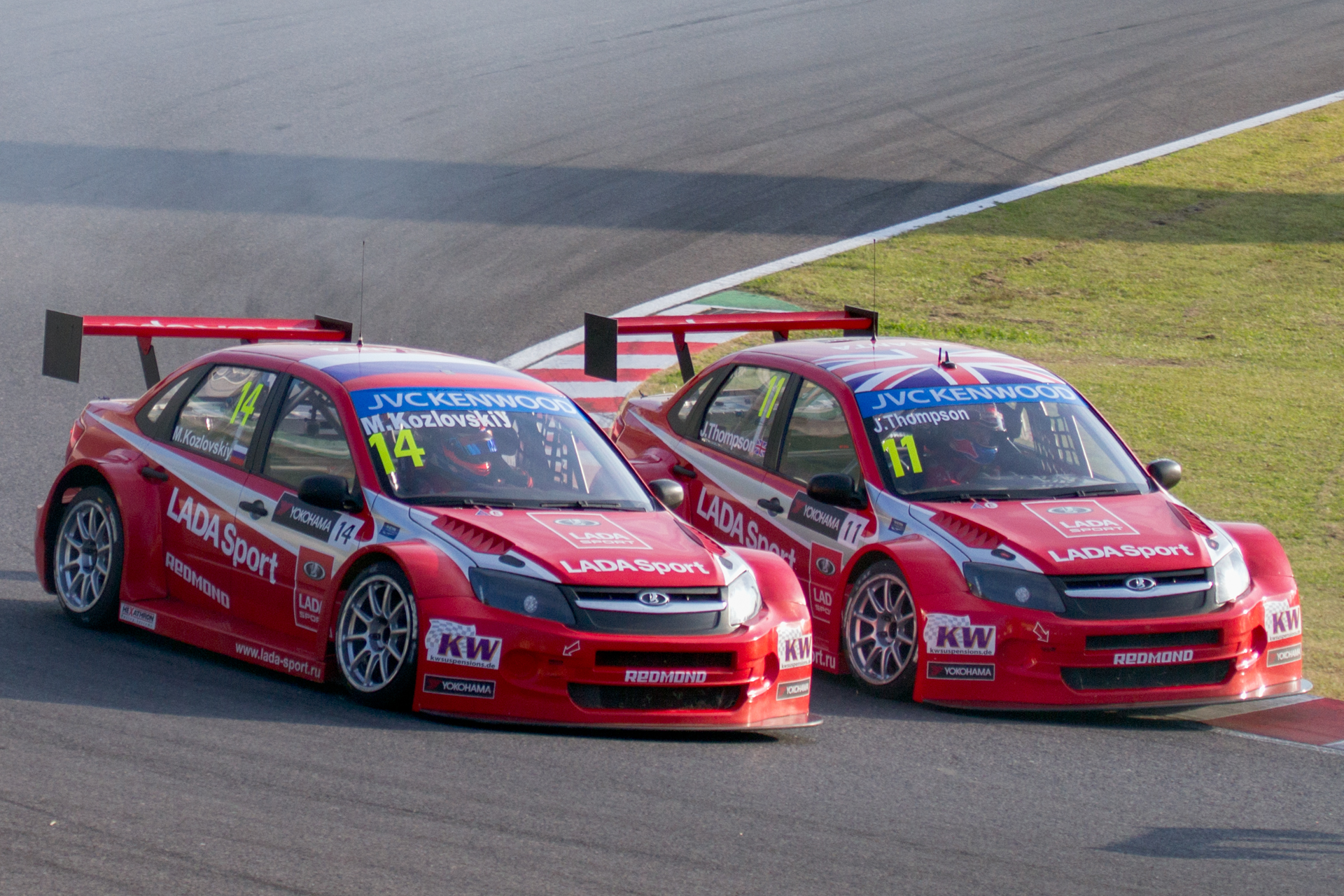
LADA Granta WTCC

### Кубок LADA Granta
В 2011—2013 годах АвтоВАЗ проводил гоночную серию LADA Granta Cup на специально подготовленных Грантах, с 1,6-литровым турбомотором мощностью 235 л. с.

### RTCC и RRC
В чемпионатах России 2011 года (в рамках турнира RTCC) и 2012-2013 годов (в рамках турнира RRC) несколько команд в классе «Туризм» использовало специально подготовленные «Гранты», конструктивно близкие к машинам Кубка LADA Granta.

### WTCC
Заводская команда LADA Sport и полузаводская TMS Sport использовали специально подготовленные LADA Granta WTCC с 1,6-литровым турбомотором в сезонах 2012—2014 года в чемпионате мира по кольцевым гонкам на туринговых автомобилях. Британский пилот команды LADA Sport Роберт Хафф смог выиграть две гонки в сезоне 2014: в Пекине и Макао.

### РСКГ
С 2014 года автомобили, оставшиеся от Кубок LADA Granta, стали участвовать в Российской серии кольцевых гонок, в классе Супер-Продакшн. А с 2019 года рестайлинговые хетчбэки LADA Granta FL появились в классах Туринг-Лайт и S1600.

## Галерея

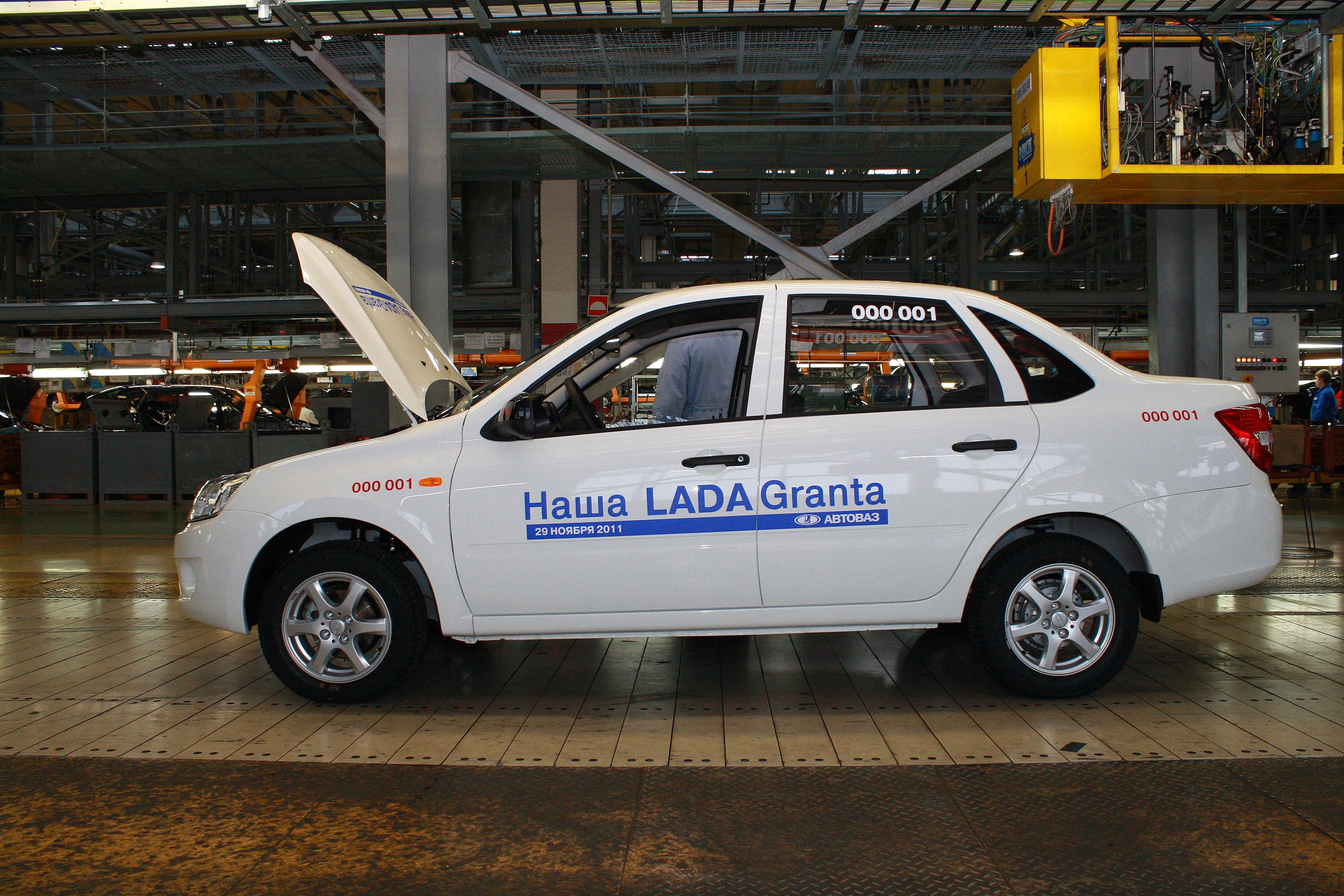
Granta 1-го поколения, вид сбоку
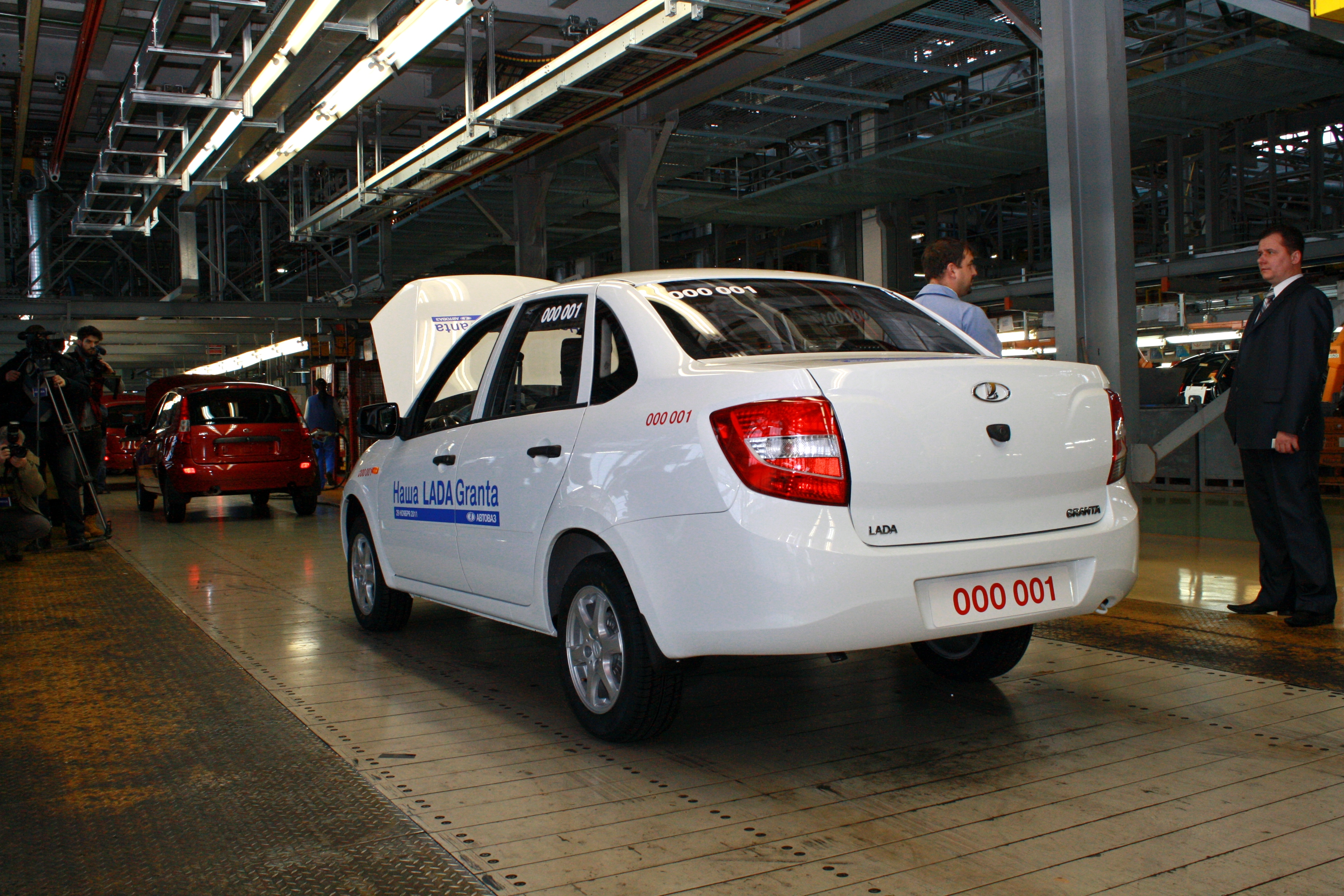
Granta 1-го поколения, вид сзади
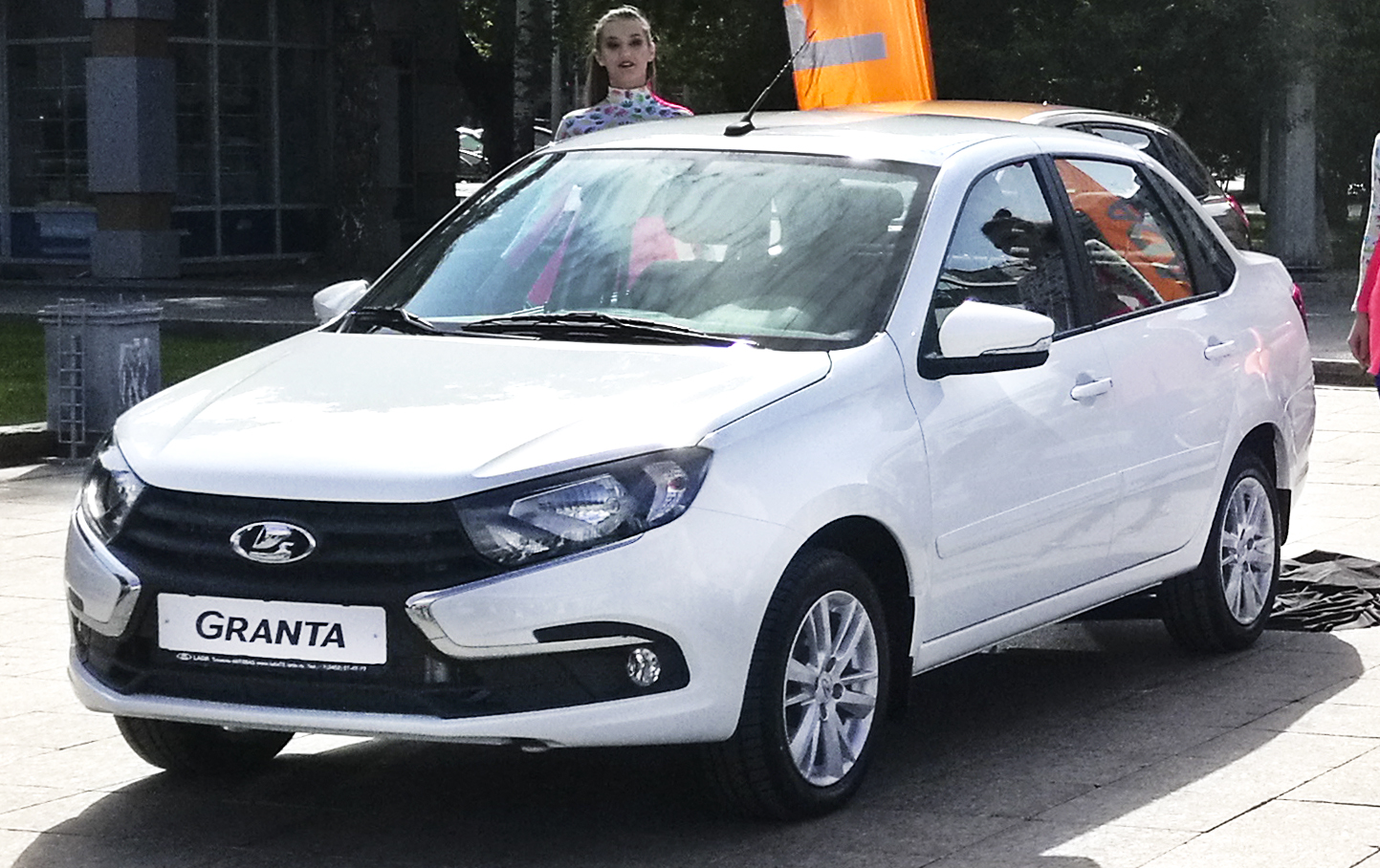
Granta 2-го рестайлинга, вид спереди